# Ima An
Ima An is een bestuurslaag in het regentschap Gresik van de provincie Oost-Java, Indonesië. Ima An telt 1472 inwoners (volkstelling 2010).